# Курочкін Геннадій Пилипович

Генна́дій Пили́пович Ку́рочкін (* 19 жовтня 1948, Кам'янець-Подільський) — міністр архітектури та будівництва Республіки Білорусь (1999—2006).

## Біографічні відомості
Закінчив Новополоцький політехнічний інститут, Академію управління при Раді Міністрів Республіки Білорусь.
Служив у Радянській армії.
Працював автослюсарем Полоцького автобусно-таксомоторного парку, майстром-бригадиром, начальником виробничо-технічного відділу будівельного управління № 125 Новополоцька, головним інженером будівельного управління № 103, начальником будівельного управління № 104 міста Ліда, головним інженером, керівником будівельного тресту № 19 міста Ліда.
15 березня 1999 року призначено заступником міністра архітектури та будівництва Республіки Білорусь .
Указом Президента Республіки Білорусь № 223 от 16 квітня 1999 року Курочкіна призначено міністром архітектури та будівництва Республіки Білорусь. Звільнено з цієї посади 5 травня 2006 року . Тоді ж міністром архітектури та будівництва призначено Олександра Ілліча Селезньова.